# Aerolindigia capillacea
Aerolindigia capillacea är en bladmossart som beskrevs av Paul Julius Menzel 1991. Aerolindigia capillacea ingår i släktet Aerolindigia och familjen Brachytheciaceae. Inga underarter finns listade i Catalogue of Life.